# Camino a Los Yungas

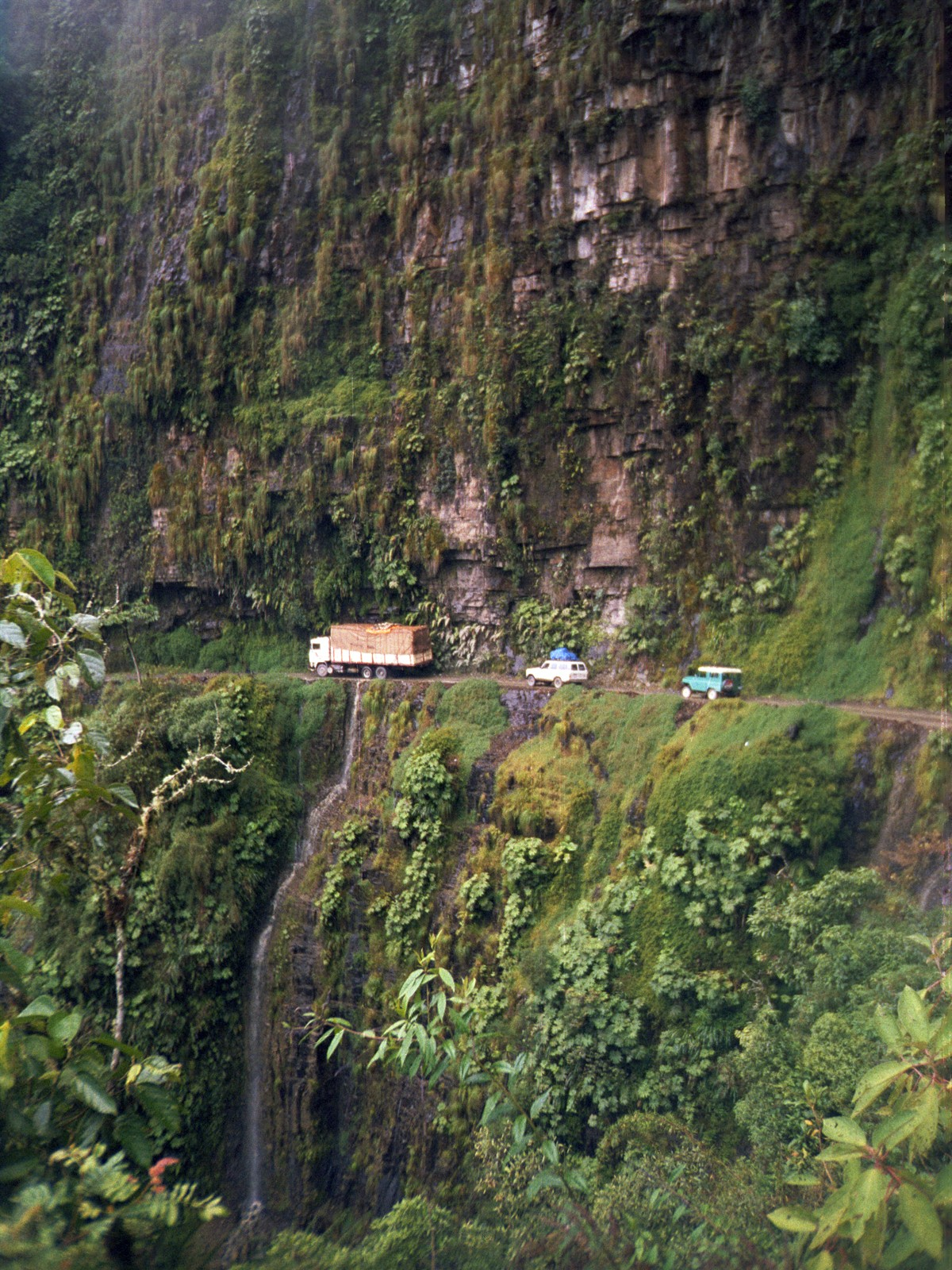

O Caminho a Los Yungas é uma estrada boliviana muito estreita, que une a região de Los Yungas a La Paz, a capital do país. É um caminho de aproximadamente 3 metros de largura, estando a mais ou menos 600 metros de altura do nível do mar.
É famosa por seu extremo perigo, registrando uma média de 209 acidentes e 96 mortes por ano. Foi batizada em 1995 como o Caminho da Morte, por ser considerada um dos lugares mais perigosos do mundo pelo Banco Interamericano de Desenvolvimento.
A estrada liga a cidade de La Cumbre, a 4 670 m acima do nível do mar, a Yolosa, a 1.100 m de altitude. O trajeto é quase todo inclinado, com curtos trechos planos.